# Jonathan Lalrawngbawla
Jonathan Lalrawngbawla (sinh ngày 13 tháng 11 năm 1997) là một cầu thủ bóng đá người Ấn Độ thi đấu ở vị trí tiền đạo cho Aizawl ở I-League. Anh còn được biết với tên Jojo.

## Sự nghiệp
Sinh ra ở Mizoram, Lalrawngbawla là một sản phẩm của học viện Aizawl và thi đấu cho câu lạc bộ tại Aizawl District Football Association 1st Division. Anh bắt đầu thi đấu cho đội một Aizawl tại Mizoram Premier League năm 2016.
Lalrawngbawla ra mắt cho câu lạc bộ ở I-League ngày 4 tháng 3 năm 2017 trong trận đấu của Aizawl trước Mumbai. Anh vào sân ở phút bù giờ hiệp hai và Aizawl giành chiến thắng 2–0.

## Thống kê sự nghiệp
Tính đến 2 tháng 3 năm 2018
| Câu lạc bộ          | Mùa giải            | Giải vô địch        | Giải vô địch | Giải vô địch | Cúp Liên đoàn | Cúp Liên đoàn | Cúp Quốc gia | Cúp Quốc gia | Châu lục | Châu lục  | Tổng    | Tổng      |
| Câu lạc bộ          | Mùa giải            | Hạng đấu            | Số trận      | Bàn thắng    | Số trận       | Bàn thắng     | Số trận      | Bàn thắng    | Số trận  | Bàn thắng | Số trận | Bàn thắng |
| ------------------- | ------------------- | ------------------- | ------------ | ------------ | ------------- | ------------- | ------------ | ------------ | -------- | --------- | ------- | --------- |
| Aizawl              | 2016–17             | I-League            | 1            | 0            | —             | —             | 0            | 0            | —        | —         | 1       | 0         |
| Aizawl              | 2017–18             | I-League            | 2            | 0            | —             | —             | 0            | 0            | —        | —         | 2       | 0         |
| Tổng cộng sự nghiệp | Tổng cộng sự nghiệp | Tổng cộng sự nghiệp | 3            | 0            | 0             | 0             | 0            | 0            | 0        | 0         | 3       | 0         |